# Vall d'Albaida
La Vall d'Albaida (in castigliano: Valle de Albaida) è una delle 34 comarche della Comunità Valenciana, con una popolazione di 88 596 abitanti in maggioranza di lingua valenciana; suo capoluogo è Ontinyent (cast. Onteniente).
Amministrativamente fa parte della provincia di Valencia, che comprende 17 comarche.